# Yi Murphey
Yi Murphey é uma engenheira eléctrica da Universidade de Michigan, Dearborn. Ela foi nomeada Fellow do Institute of Electrical and Electronics Engineers (IEEE) em 2014 por suas contribuições para o controlo de energia ideal em veículos eléctricos híbridos.